# お亀石古墳
お亀石古墳（おかめいしこふん）は、大阪府富田林市中野にある古墳。形状は方墳。国の史跡に指定されている（史跡「新堂廃寺跡 附 オガンジ池瓦窯跡 お亀石古墳」のうち）。

## 概要

石槨俯瞰図

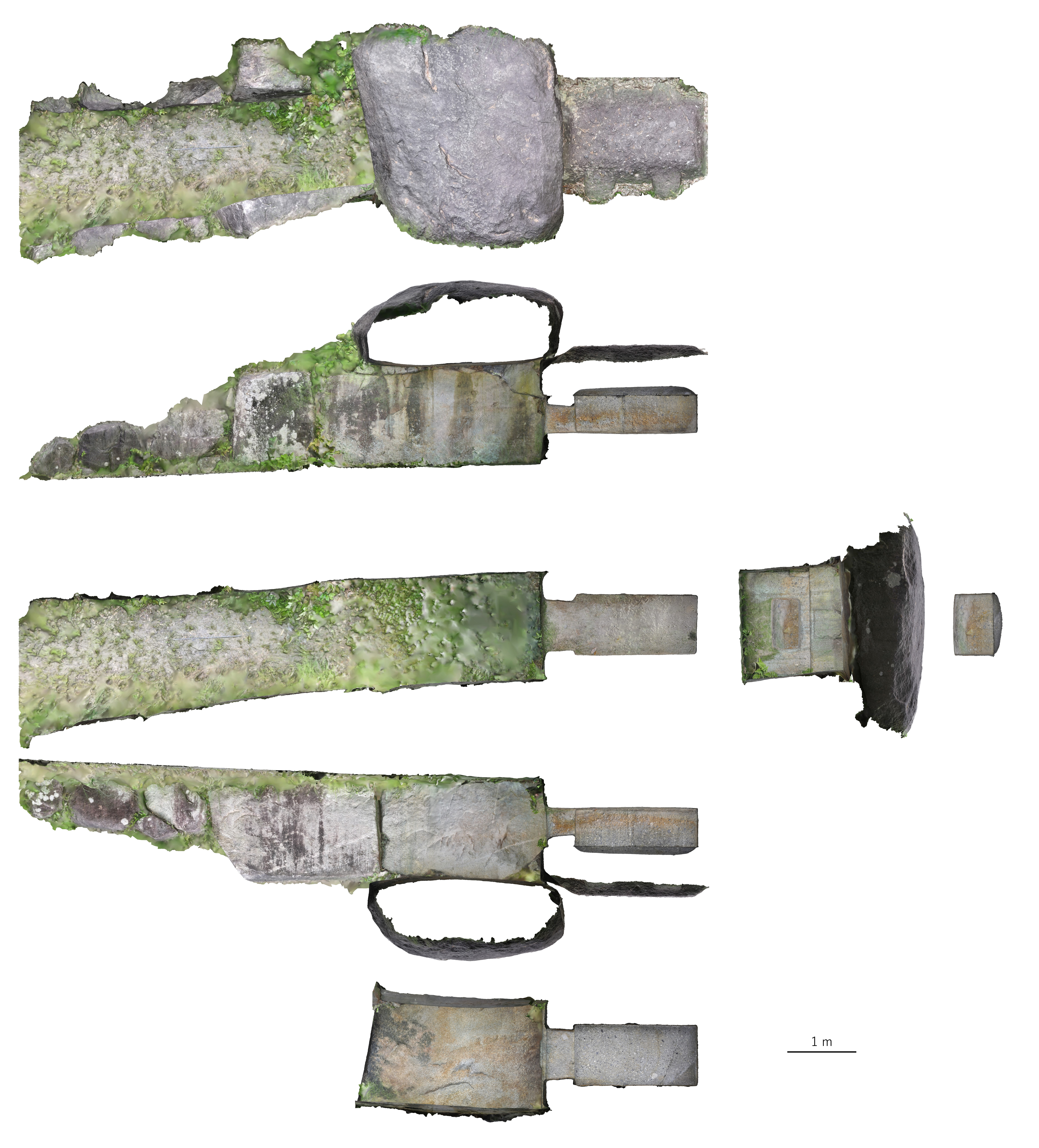
石槨展開図

羽曳野丘陵から南東に突出した尾根上、標高約98メートルの位置に築かれている。1辺21メートルの方墳で、墳丘の東側と南側には、丘陵を削った平坦な面が形成されている。葺石や貼石などの外部施設は確認されていない。
主体部は南側に開口する横口式石槨である。切石を布積みにした羨道の正面に、短側面に長方形の開口部を開けた家形石棺を直接置く構造をとっている。開口部をふさぐ角形の石蓋も遺存している。石棺の棺蓋には6個の縄掛突起があり、古くから露出していて亀の形に似ていることから、「お亀石」の名がついた。石棺の石材は二上山産の白色凝灰岩であり、羨道は花崗岩を用いている。2002年の発掘調査で、羨道は本来河原石を用いた閉塞石で閉じていたことが明らかとなった。古墳に関係すると考えられる遺物としては瓦片・須恵器片などがある。7世紀前半頃に築造されたと推定されている。
石棺の周囲には飛鳥時代の平瓦が擁壁状に多数積まれていることが確認されている。この瓦は、古墳の南東に位置する新堂廃寺の百済系屋瓦と共通しており、被葬者が同寺院と密接な関係にあることを裏付けている。

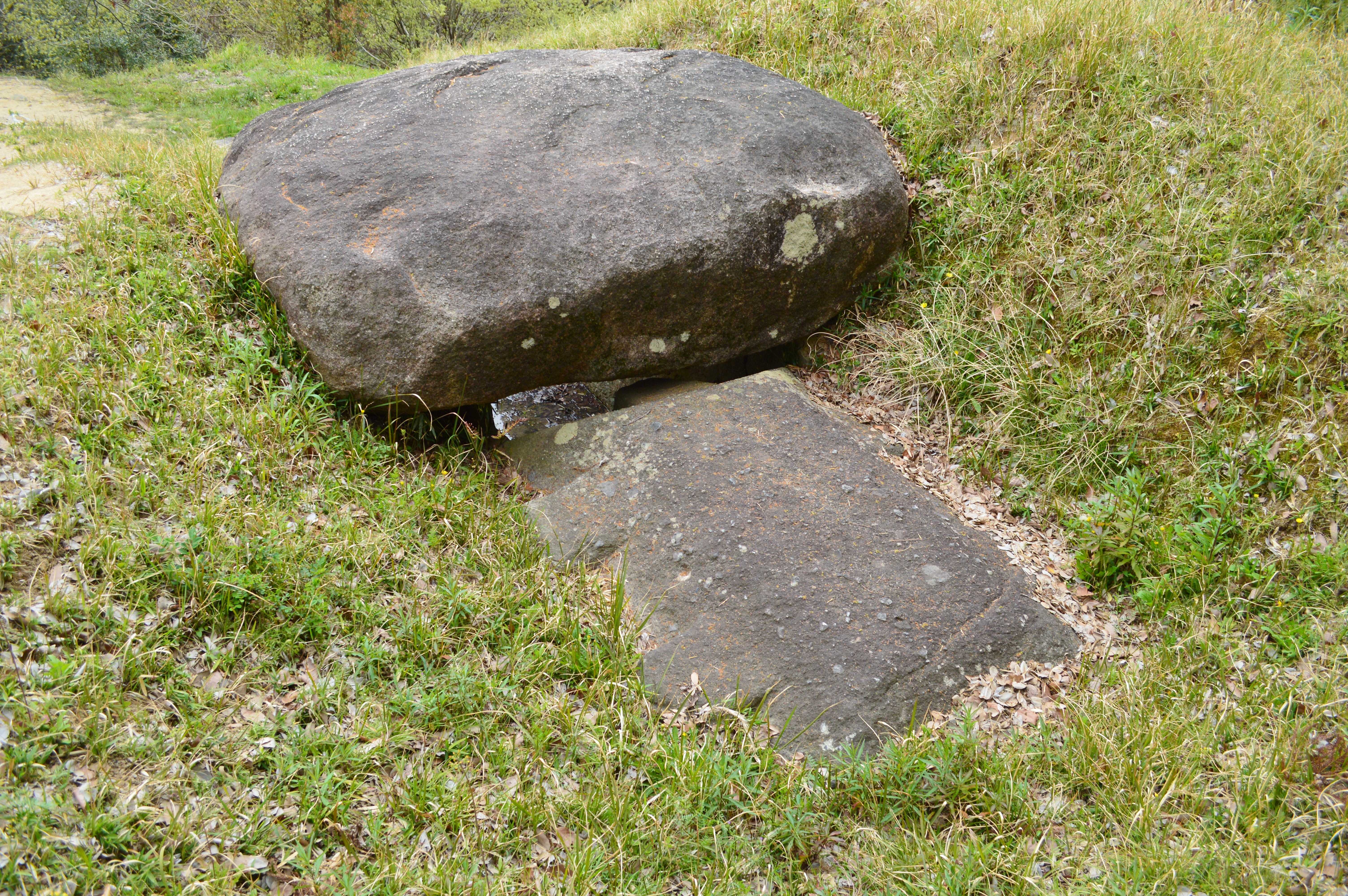
家形石棺
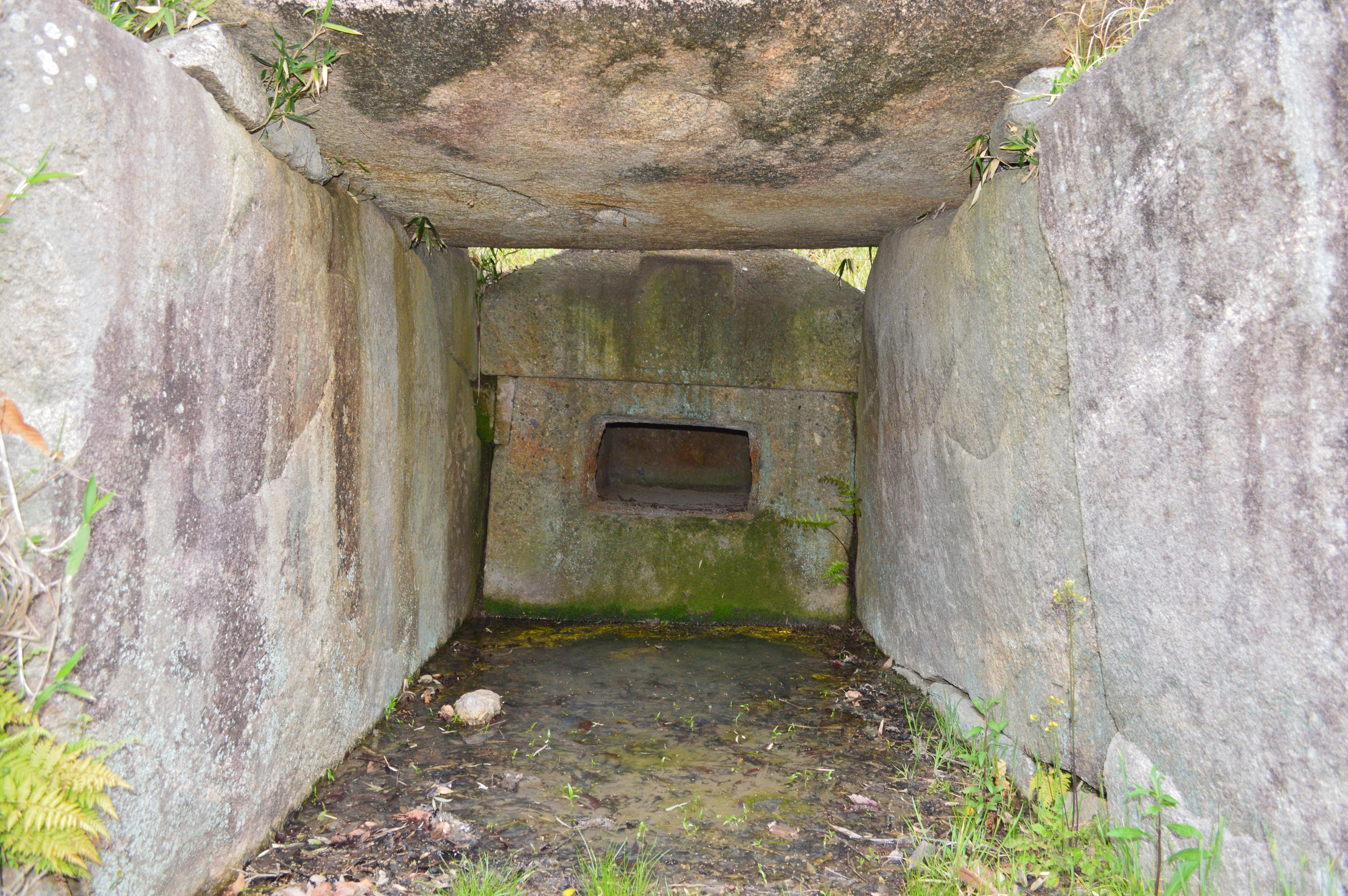
羨道（奥に石棺）
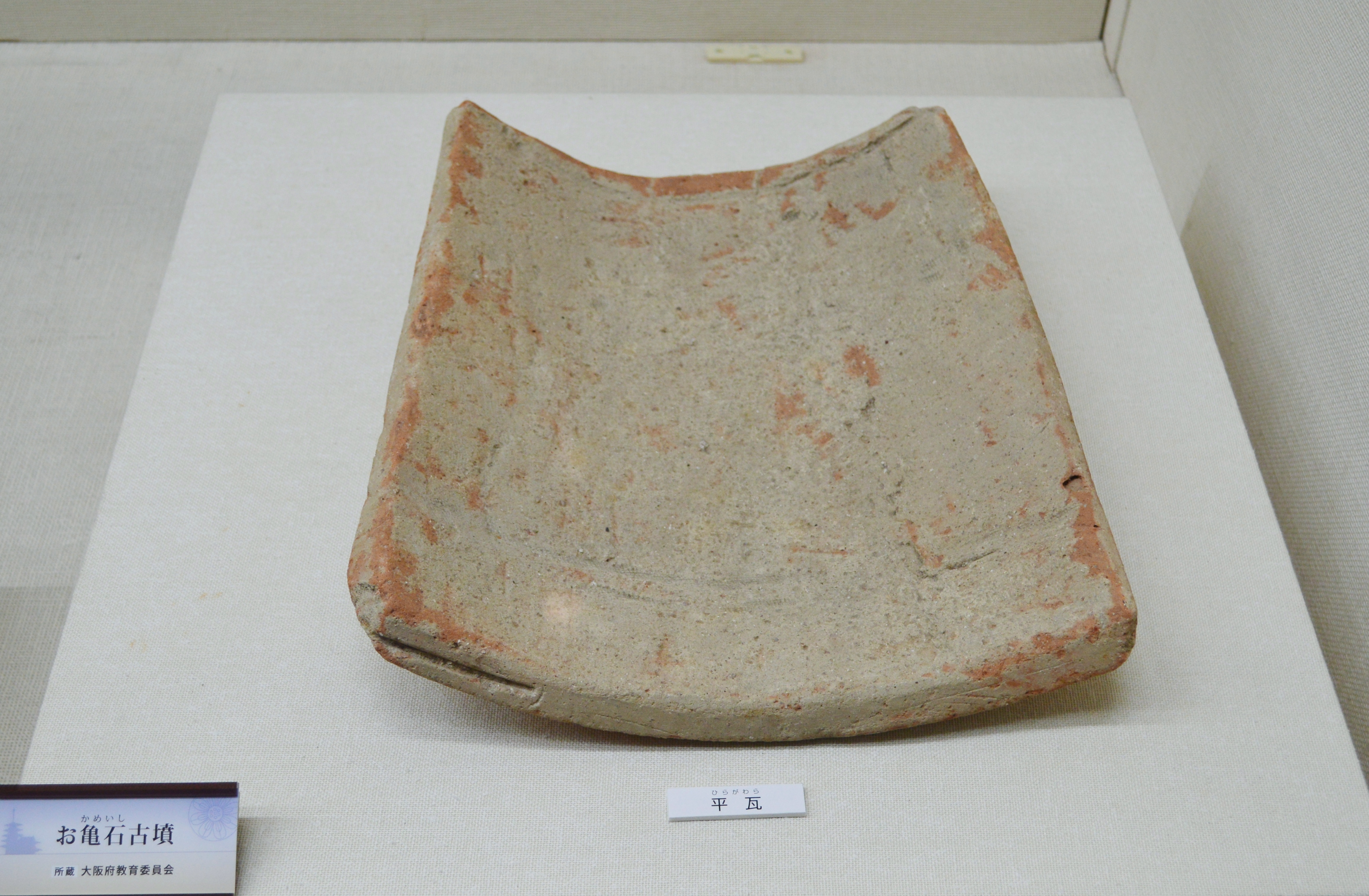
平瓦 大阪府立近つ飛鳥博物館企画展示時に撮影。

## 文化財

### 国の史跡
- 新堂廃寺跡 附オガンジ池瓦窯跡 お亀石古墳 - 2002年（平成14年）12月19日指定[1]。

## 交通アクセス
- 近鉄長野線 富田林駅から徒歩15分